# Lukostřelba na Letních olympijských hrách 2020
Lukostřelba na Letních olympijských hrách 2020 v Tokiu se původně měla konat od 24. července do 1. srpna 2020, v důsledku pandemie covidu-19 byla odložena na 23. července až 31. července 2021. Kromě tradičního turnaje jednotlivců, mužských a ženských družstev měla v Tokiu premiéru soutěž smíšených dvojic. Pro účely kvalifikace bylo v parku Jumenošima na jihovýchodě metropole zbudováno nové trvalé sportoviště, pro vyřazovací část sloužila dočasná aréna v jeho bezprostřední blízkosti. Medailové pořadí ovládla výprava z Jižní Koreje, která získala 4 z 5 udílených zlatých medailí, jediným dalším vítězem se stal Mete Gazoz z Turecka. Nejúspěšnějším sportovcem turnaje byla Korejka An San, která získala zlato ve třech disciplínách.

## Medailisté

### Muži
| Kategorie   | Zlato                                                   | Stříbro                                                                 | Bronz                                                          |
| ----------- | ------------------------------------------------------- | ----------------------------------------------------------------------- | -------------------------------------------------------------- |
| Jednotlivci | Mete Gazoz · Turecko (TUR)                              | Mauro Nespoli · Itálie (ITA)                                            | Takaharu Furukawa · Japonsko (JPN)                             |
| Družstvo    | Jižní Korea (KOR) · Kim U-čin · O Čin-hjek · Kim Če-tok | Tchaj-wan (TPE) · Teng Jü-Čcheng · Tchang Č'ch-Čchun · Wej Č'chun-cheng | Japonsko (JPN) · Takaharu Furukawa · Juki Kawata · Hiroki Muto |

### Ženy
| Kategorie     | Zlato                                                      | Stříbro                                                                         | Bronz                                                                     |
| ------------- | ---------------------------------------------------------- | ------------------------------------------------------------------------------- | ------------------------------------------------------------------------- |
| Jednotlivkyně | An San · Jižní Korea (KOR)                                 | Jelena Osipovová · Sportovci ROV (ROC)                                          | Lucilla Boariová · Itálie (ITA)                                           |
| Družstvo      | Jižní Korea (KOR) · An San · Čang Min-hui · Kang Čchä-jong | Sportovci ROV (ROC) · Světlana Gombojevová · Jelena Osipovová · Ksenia Perovová | Německo (GER) · Michelle Kroppenová · Charline Schwarzová · Lisa Unruhová |

### Smíšené dvojice
| Kategorie       | Zlato                                   | Stříbro                                                  | Bronz                                               |
| --------------- | --------------------------------------- | -------------------------------------------------------- | --------------------------------------------------- |
| Smíšené dvojice | Jižní Korea (KOR) · Kim Če-tok · An San | Nizozemsko (NED) · Steve Wijler · Gabriela Schloesserová | Mexiko (MEX) · Luis Álvarez · Alejandra Valenciaová |

## Přehled medailí
| Pořadí | Země          | Zlato | Stříbro | Bronz | Celkově |
| ------ | ------------- | ----- | ------- | ----- | ------- |
| 1      | Jižní Korea   | 4     | 0       | 0     | 4       |
| 2      | Turecko       | 1     | 0       | 0     | 1       |
| 3      | Sportovci ROV | 0     | 2       | 0     | 2       |
| 4      | Itálie        | 0     | 1       | 1     | 2       |
| 5      | Tchaj-wan     | 0     | 1       | 0     | 1       |
| 5      | Nizozemsko    | 0     | 1       | 0     | 1       |
| 7      | Japonsko      | 0     | 0       | 2     | 2       |
| 8      | Německo       | 0     | 0       | 1     | 1       |
| 8      | Mexiko        | 0     | 0       | 1     | 1       |
| celkem | celkem        | 5     | 5       | 5     | 15      |